# 506 a. C.
El año 506 a. C. fue un año del calendario romano prejuliano. En el Imperio Romano, fue conocido como el año 248 Ab Urbe condita.

## Acontecimientos
- Clístenes rechaza a corintos y espartanos dirigidos por los reyes Cleómenes I y Demarato, en Eleusis, los cuales trataban de instaurar como tirano de Atenas a Iságoras.
- Clístenes derrota a las ciudades de Tebas y de Calcis. La victoria sobre esta última conllevó la conquista de la isla de Eubea.
- Lucio Tarquinio Prisco abandona Veyes (Etruria) y se exilia en Tusculum, ciudad latina.
- Tras la guerra Lelantina, las tierras de la ciudad de Calcis (Eubea) fueron divididas entre 4.000 ciudadanos atenienses.

## Nacimientos
- Reina Gorgo, esposa de Leónidas I de Esparta.
- Emperador Kōshō, quinto emperador de Japón.

- Datos: Q241063